# Monumentul deportaților (Chișinău)
Monumentul în memoria victimelor deportărilor regimului comunist (neoficial, denumit și „Trenul durerii”) este un monument comemorativ dedicat zecilor de mii de moldoveni (basarabeni) deportați în anii 1940–1953 în timpul regimului comunist.
Monumentul este situat în scuarul gării feroviare din Chișinău (Republica Moldova). 
Anume din fața acestei gări au fost duși cu forța cei mai mulți dintre basarabeni, în Siberia și Kazahstan.
Inaugurarea monumentului a avut loc în data de 23 august 2013. Acesta a fost realizat de sculptorul Iurie Platon. Sculptura în bronz are o înălțime de 3 metri, 12 metri lungime, și cântărește 15 tone.

## Galerie

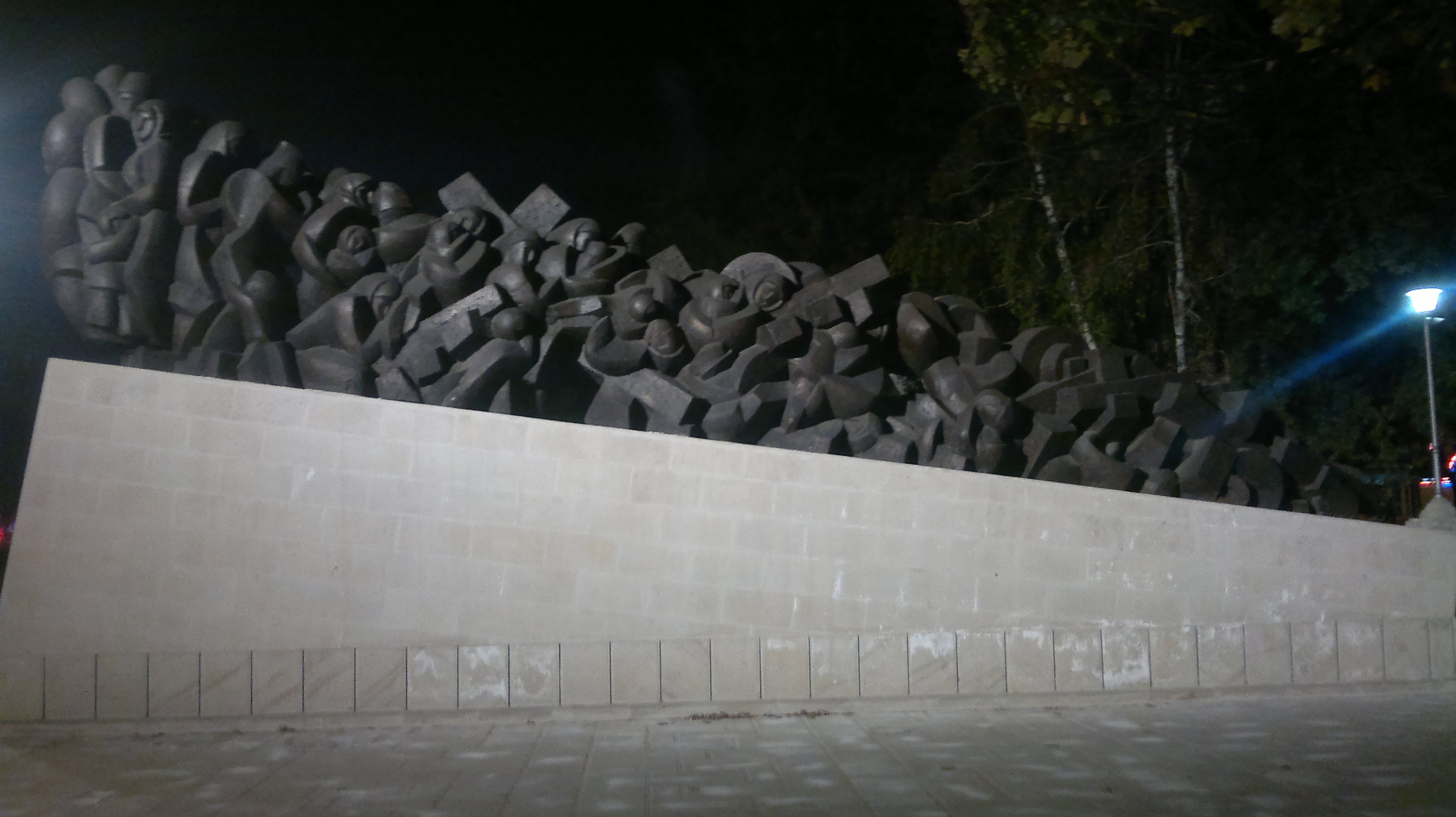
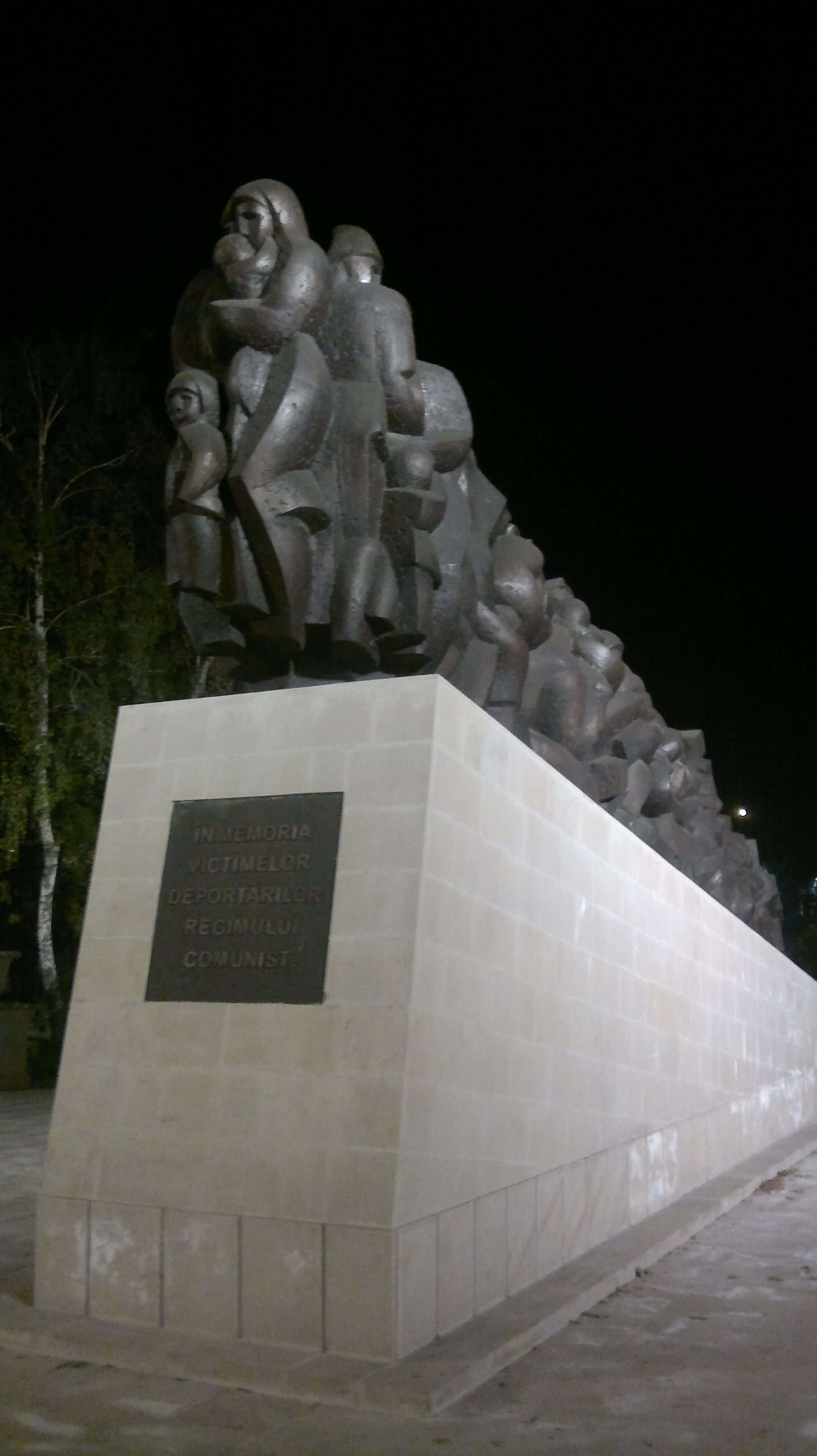

## Veziși
| - Deportările din Basarabia și Nordul Bucovinei - Deportarea românilor în Uniunea Sovietică - Transferuri de populație în Uniunea Sovietică - Colonizările forțate în Uniunea Sovietică - Gulag - Inamic al poporului | - Piatra comemorativă a victimelor ocupației sovietice și ale regimului totalitar comunist (Chișinău) - Ziua ocupației sovietice (Republica Moldova) |